# Vladímir Suteiev
Vladímir Grigórievich Suteiev (en ruso: Владимир Григорьевич Сутеев; Moscú, 5 de julio de 1903 - ibídem, 10 de marzo de 1993) fue un escritor, ilustrador, director de animación y guionista ruso. Es considerado uno de los fundadores de la historia de la animación en Rusia.
Sus libros han sido traducidos a 36 idiomas y publicados en países como Noruega, Francia, México, Yugoslavia, Checoslovaquia, India y Japón.

## Biografía

### Primeros años
A pesar de haberse graduado de la Universidad Estatal de Moscú, también se dedicó a la pintura y la música, llegando a hacer presentaciones en conciertos en la Casa de los Sindicatos. 
En 1928, se graduó en la Facultad de Arte de la Universidad Panrusa Guerásimov de Cinematografía, donde estudió con su hermano Viacheslav Sutieyev (1904-1993) y su primo Dmitri Bogolepov (1903-1990), quienes se convirtieron en educadores de divulgación científica.

### Carrera
Cuando aún era estudiante, Suteiev hizo dibujos para China en llamas (1925), una de las primeras películas de animación soviéticas realizadas en apoyo del movimiento de liberación nacional chino. Conocida por una variedad de estilos aportados por varios jóvenes animadores, entre ellos Nikolai Khodataev, Yuri Merkulov, Ivan Ivanov-Vano y las Hermanas Brumberg, también se convirtió en uno de los primeros largometrajes de animación del mundo: con 1000 metros de película y 14 fotogramas por segundo, alcanzó una duración de más de 50 minutos en ese momento.
Suteiev hizo su debut como director con la primera película animada soviética Athwart Street (1931) y algunos otros trabajos experimentales antes de unirse al colectivo Soyuzmultfilm en 1936, donde participó en más de 30 películas como director, guionista y animador.
Suteiev participó en la Gran Guerra Patria desde los primeros días hasta el final. Luego regresó a Soyuzmultfilm, pero lo dejó en sólo dos años debido a su amor no correspondido hacia Tatiana Taranovich, también animadora que se unió a Soyuzmultfilm en 1946. Su triste historia era bien conocida dentro de la comunidad de animación. Era 13 años menor que Suteiev, estaba felizmente casada y tenía una hija. Según un testimonio de la nieta de Tatiana, Suteiev le escribió "cientos de cartas", pero ella sólo le respondió en 2 ocasiones. Sin embargo, 37 años después finalmente se casaron. Para entonces ambos eran viudos; Suteiev tenía 80 años, mientras que Taranovich tenía 67. Vivieron juntos 10 años más y ambos murieron en 1993.
Desde 1947, Suteiev trabajó en la Editorial Detgiz. En 1952, Detgiz publicó su primer libro, "Dos cuentos sobre el lápiz y las pinturas". El libro fue recibido con agrado por Korney Chukovsky en una reseña publicada en Literaturnaya gazeta. Después de eso, Suteiev publicó varios otros libros (¿Qué clase de pájaro es este?, Debajo del hongo, La bolsa de manzanas, La gallina y el patito, ¿Quién dijo "Miau"?, El palo útil).